# USL Championship
De USL Championship (USLC), voorheen bekend als United Soccer League (USL) en USL Pro, is een professionele voetbalcompetitie voor mannen in de Verenigde Staten en Canada, die in 2011 haar openingsseizoen kende. De USL is de tweede divisie van het Amerikaanse voetbal, onder de Major League Soccer. Het USL heeft zijn hoofdkantoor in Tampa.
De competitie wordt georganiseerd door de United Soccer Leagues (USL) en is een fusie van de voormalige USL First Division en USL Second Division.
In 2010 was er geen USL seizoen en werd er in de provisorische  D2 Pro League gespeeld omdat zowel de nieuw gevormde North American Soccer League als de USL First Division geen Division 2 status kreeg. In 2011 kreeg de NASL deze alsnog en de USL Pro is een Division 3 kampioenschap.
Er werden drie poules gecreëerd de American-, National- en International Division waarbij in de International teams drie teams uit Puerto Rico, één uit Antigua en Barbuda en één uit Los Angeles zaten en waarvan het de bedoeling was om het Caraïbisch gebied te gaan bedienen. Op 10 mei 2011 werd er gereorganiseerd en de drie Puerto Ricaanse teams werden uit de competitie genomen. Antigua Barracuda FC ging naar de American Division en Los Angeles Blues naar de National Division waardoor er twee poules van zes teams kwamen.  
Voor aanvang van het seizoen 2012 werd FC New York opgeheven en werd besloten om in een enkele competitie van elf teams te spelen. In januari 2013 bereikte de USL een meerjarige overeenstemming met de Major League Soccer (MLS) om de USL Pro te integreren met de MLS Reserve League. Hierdoor zullen MLS teams veel spelers gaan uitlenen aan USL Pro teams of met een eigen reserveteam aan de USL Pro deelnemen. Phoenix FC en VSI Tampa Bay FC waren nieuwe teams in het seizoen 2013 en voor 2014 werd een team uit Sacramento aangekondigd. In 2014 ging LA Galaxy met het tweede team in de USL Pro spelen en in 2015 verdubbelde het aantal teams bijna doordat veel MLS-clubs dat voorbeeld volgden. Er namen 20 teams deel die of een tweede elftal van een MLS-club waren of een alliantie daarmee hebben. De competitie werd omgedoopt in United Soccer League (USL).

## Erelijst
| Seizoen | USL Pro Championship Series                       | Commissioner's Cup (Reguliere seizoen)            |
| ------- | ------------------------------------------------- | ------------------------------------------------- |
| 2011    | Orlando City SC                                   | Orlando City SC                                   |
| 2012    | Charleston Battery                                | Orlando City SC                                   |
| 2013    | Orlando City SC                                   | Richmond Kickers                                  |
| 2014    | Sacramento Republic FC                            | Orlando City SC                                   |
| 2015    | Rochester Rhinos                                  | Rochester Rhinos                                  |
| 2016    | New York Red Bulls II                             | New York Red Bulls II                             |
| 2017    | Louisville City FC                                | Real Monarchs                                     |
| 2018    | Louisville City FC                                | FC Cincinnati                                     |
| 2019    | Real Monarchs                                     | Phoenix Rising FC                                 |
| 2020    | Geen kampioenschappen uitgereikt vanwege COVID-19 | Geen kampioenschappen uitgereikt vanwege COVID-19 |
| 2021    | Orange County SC                                  | Tampa Bay Rowdies                                 |

## Deelnemende teams
| Team                               | Stad                               | Staat                              | Stadion                            | Opgericht                          | Eerste USLC-seizoen                |
| Deelnemers Eastern Conference 2022 | Deelnemers Eastern Conference 2022 | Deelnemers Eastern Conference 2022 | Deelnemers Eastern Conference 2022 | Deelnemers Eastern Conference 2022 | Deelnemers Eastern Conference 2022 |
| ---------------------------------- | ---------------------------------- | ---------------------------------- | ---------------------------------- | ---------------------------------- | ---------------------------------- |
| Atlanta United 2                   | Kennesaw                           | Georgia                            | Fifth Third Bank Stadium           | 2017                               | 2018                               |
| Birmingham Legion FC               | Birmingham                         | Alabama                            | Protective Stadium                 | 2017                               | 2019                               |
| Charleston Battery                 | Mount Pleasant                     | South Carolina                     | Patriots Point Soccer Complex      | 1993                               | 2011                               |
| Detroit City FC                    | Hamtramck                          | Michigan                           | Keyworth Stadium                   | 2012                               | 2022                               |
| Hartford Athletic                  | Hartford                           | Connecticut                        | Dillon Stadium                     | 2018                               | 2019                               |
| Indy Eleven                        | Indianapolis                       | Indiana                            | Carroll Stadium                    | 2013                               | 2018                               |
| Loudoun United FC                  | Leesburg                           | Virginia                           | Segra Field                        | 2018                               | 2019                               |
| Louisville City FC                 | Louisville                         | Kentucky                           | Lynn Family Stadium                | 2014                               | 2015                               |
| Memphis 901 FC                     | Memphis                            | Tennessee                          | AutoZone Park                      | 2018                               | 2019                               |
| Miami FC                           | Miami                              | Florida                            | Riccardo Silva Stadium             | 2015                               | 2020                               |
| New York Red Bulls II              | Montclair                          | New Jersey                         | MSU Soccer Park                    | 2015                               | 2015                               |
| Pittsburgh Riverhounds SC          | Pittsburgh                         | Pennsylvania                       | Highmark Stadium                   | 1998                               | 2011                               |
| Tampa Bay Rowdies                  | St. Petersburg                     | Florida                            | Al Lang Stadium                    | 2008                               | 2017                               |
| FC Tulsa                           | Tulsa                              | Oklahoma                           | ONEOK Field                        | 2013                               | 2015                               |
| Deelnemers Western Conference 2022 |                                    |                                    |                                    |                                    |                                    |
| Colorado Springs Switchbacks FC    | Colorado Springs                   | Colorado                           | Weidner Field                      | 2013                               | 2015                               |
| El Paso Locomotive FC              | El Paso                            | Texas                              | Southwest University Park          | 2018                               | 2019                               |
| LA Galaxy II                       | Carson                             | Californië                         | Dignity Health Track Stadium       | 2014                               | 2014                               |
| Las Vegas Lights FC                | Las Vegas                          | Nevada                             | Cashman Field                      | 2017                               | 2018                               |
| Monterey Bay FC                    | Seaside                            | Californië                         | Cardinale Stadium                  | 2021                               | 2022                               |
| New Mexico United                  | Albuquerque                        | New Mexico                         | Isotopes Park                      | 2018                               | 2019                               |
| Oakland Roots SC                   | Oakland                            | Californië                         | Laney College Football Stadium     | 2018                               | 2021                               |
| Orange County SC                   | Irvine                             | Californië                         | Championship Soccer Stadium        | 2010                               | 2011                               |
| Phoenix Rising FC                  | Chandler                           | Arizona                            | Wild Horse Pass Stadium            | 2014                               | 2014                               |
| Rio Grande Valley FC Toros         | Edinburg                           | Texas                              | H-E-B Park                         | 2015                               | 2016                               |
| Sacramento Republic                | Sacramento                         | Californië                         | Heart Health Park                  | 2012                               | 2014                               |
| San Antonio FC                     | San Antonio                        | Texas                              | Toyota Field                       | 2016                               | 2016                               |
| San Diego Loyal SC                 | San Diego                          | Californië                         | Torero Stadium                     | 2019                               | 2020                               |